# Orotava-Tal

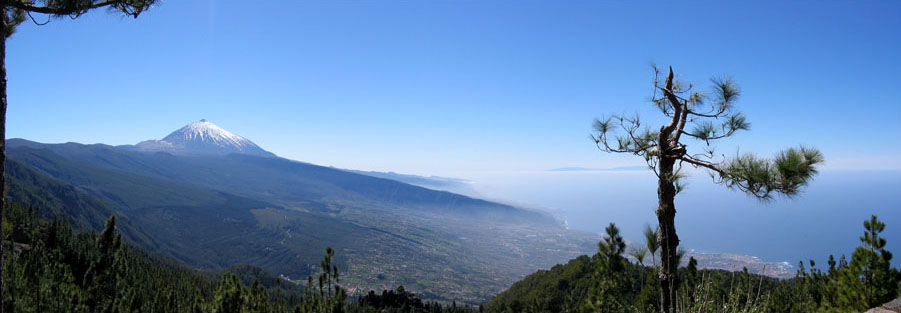
Das Orotava-Tal mit Blick zum Teide (links)

Das grüne und fruchtbare Orotava-Tal (spanisch Valle de La Orotava) liegt im Norden der Kanarischen Insel Teneriffa.
Der Begriff „Tal“ ist irreführend, da es sich beim Orotava-Tal eigentlich um eine geneigte Ebene mit einer Fläche von ca. 10 × 11 Kilometer handelt, deren Entstehung mit einem Tal nichts gemeinsam hat. Das Valle de la Orotava verläuft vom Meer bis auf eine Höhe von knapp 2.000 Meter bis fast zum Beginn der Las Cañadas mit dem Pico del Teide, dem mit 3.715 Meter höchsten Berg Spaniens.

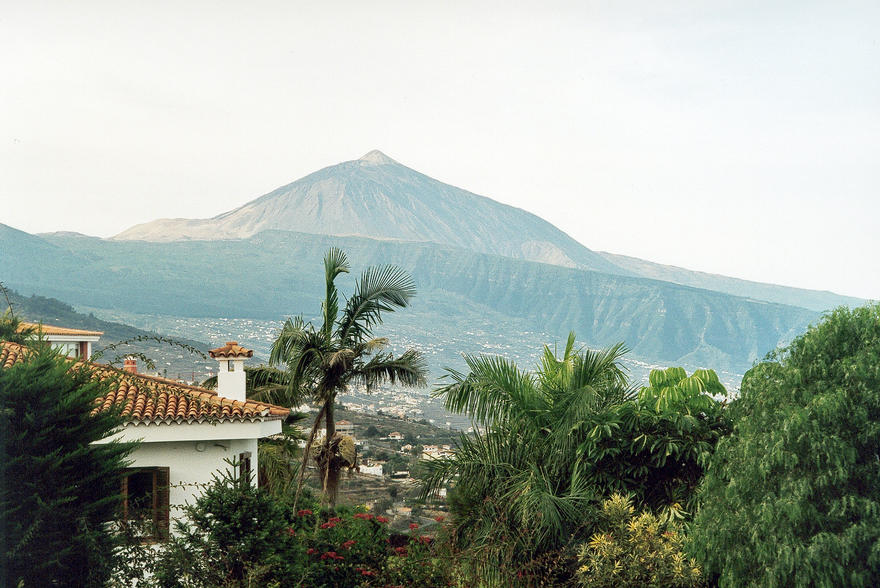
Blick über das Orotavatal auf die Ladera de Tigaiga und den Teide

## Entstehung
Das Orotava-Tal wird im Westen wie eine Mauer durch die gewaltige „Ladera de Tigaiga“ abgeschlossen. Mit der „Ladera de Santa Ursula“ wird das Tal auch im Osten durch eine steil ansteigende Kante begrenzt. Es handelt sich dabei um die Abrisskanten („Amphitheater“) einer gewaltigen Trümmerlawine, die die „Tal“füllung auf der nach Norden abfallenden Ebene vor 540.000 bis 690.000 Jahren (Mittelpleistozän, Quartär) abrutschen ließ, und deren Ablagerungen heute am nördlichen Fuß der Insel in über 3500 m Wassertiefe liegen. Das Volumen der Orotava-Trümmerlawine wird auf bis zu 500 km³ geschätzt.

## Orte und Tourismus
Namensgeberin des Tals ist die traditionsreiche und repräsentative Stadt La Orotava, die auf einer Höhe von 340 m liegt und knapp 40.000 Einwohner zählt. Die Stadt Puerto de la Cruz, der ehemalige  Hafen von La Orotava, ist der heutige Hauptort des Tals und die Touristenhochburg im Norden Teneriffas. Im Westen des Tales liegt die Stadt Los Realejos.
Trotz der vielen Touristen bleiben auch heute noch weite Teile des ausgedehnten Tals und kleine Dörfer, insbesondere in den mittleren und höheren Lagen, ruhig und einsam. Insbesondere die Orte oberhalb von 600 m Höhenlage sind im Winterhalbjahr meist in Passatwolken gehüllt, so dass keine „Gefahr“ einer massentouristischen Nutzung vorliegt. Auf den vorhandenen guten Wanderwegen lässt sich die Pracht und die Vegetationsvielfalt des Tals erschließen.

## Alexander von Humboldt
Im Jahre 1799 verbrachte der deutsche Naturforscher Alexander von Humboldt vor seiner mehrjährigen Südamerika-Reise eine Woche zu Forschungszwecken auf Teneriffa. Sein Weg führte von Santa Cruz de Tenerife nach La Laguna, dann entlang der Nordküste über La Orotava hinauf bis zum Gipfel des Teide.
Am heutigen Humboldt-Blick (Mirador de Humboldt) gibt es eine Gedenktafel mit folgenden schwelgerischen Worten des Forschers in spanischer Übersetzung:

„Ich habe im heißen Erdgürtel Landschaften gesehen, wo die Natur großartiger ist, reicher in der Entwicklung organischer Formen. Aber nachdem ich die Ufer des Orinoko, die Cordilleren von Peru und die schönen Täler Mexikos durchwandert, muß ich gestehen, nirgends ein so mannigfaches so anziehendes, durch die Verteilung von Grün und Felsmassen so harmonisches Gemälde vor mir gehabt zu haben... Ich kann diesen Anblick nur mit den Golfen von Genua und Neapel vergleichen, aber das Orotava-Tal übertrifft sie bei weitem durch seine Ausmaße und die Reichhaltigkeit seiner Vegetation.“